# Zastarjelice
Zastarjelice su riječi koje se sve rjeđe rabe u aktivnome, suvremenome leksiku i pripadaju u leksik na prijelazu koji svaki tren može postati pasivnim. Zastarjelice treba razlikovati od arhaizama koji već jesu dio pasivnoga leksika te se aktivno ne koriste.

## Primjeri
(u hrvatskom jeziku)
- fiskultura (njem. Fiskultur) - tjelesna kultura, tjelesni odgoj
- ferije (njem. Ferien) - (školski) praznici
- gombalište - igralište, borilište, vježbalište
- gombati - baviti se športom, igrati, vježbati, kretati se
- koristovati - činiti (na) korist
- štetovati - činiti (na) štetu